# Orchithemis xanthosoma
Orchithemis xanthosoma là loài chuồn chuồn trong họ Libellulidae. Loài này được Laidlaw mô tả khoa học đầu tiên năm 1911.